# Cocalero
Se denomina cocalero o cocalera a la persona en Bolivia, Colombia y Perú que se dedica al cultivo de las plantas: coca Huánuco (Erythroxylum coca, también llamada coca boliviana) y coca Trujillo (Erythoxylum novogranatense var. truxillense). También se utiliza para denominar a quienes migran estacionalmente al lugar de cultivo para cosechar las hojas de la coca.

## Labor

### Cosecha
La cosecha de las hojas maduras de los arbustos es una actividad realizada principalmente por mujeres. Es una actividad manual y se debe evitar dañar a la planta y sus ramas. El antropólogo Anthony Henman describe el proceso de la siguiente manera con base en sus observaciones de la cosecha de la coca en el sur del Cauca:

... esta es una actividad considerada más apropiada para mujeres y niños. Lo mismo que hilar o tejer, la cosecha es un proceso largo y laborioso que no requiere fuerza bruta sino una considerable paciencia y la repetición incansable de los mismos movimientos. La rama de coca debe asirse firmemente con una mano, mientras que con la otra se arranca cada hoja individualmente y se coloca en una bolsa o canasta.

Simplemente dejar resbalar la mano a lo largo de una rama, arrancando las hojas todas en un solo movimiento, se considera un signo de pereza y mala técnica, ya que con frecuencia causa daño a las extremidades de la rama. Estos cogollos contienen el potencial para el nuevo crecimiento de hojas y, por consiguiente, la mala recolección conducirá a una significativa disminución de las futuras cosechas del mismo arbusto.
Mamacoca (2005): 235.
Henman, Anthony 

## Importancia cultural y económica de las hojas

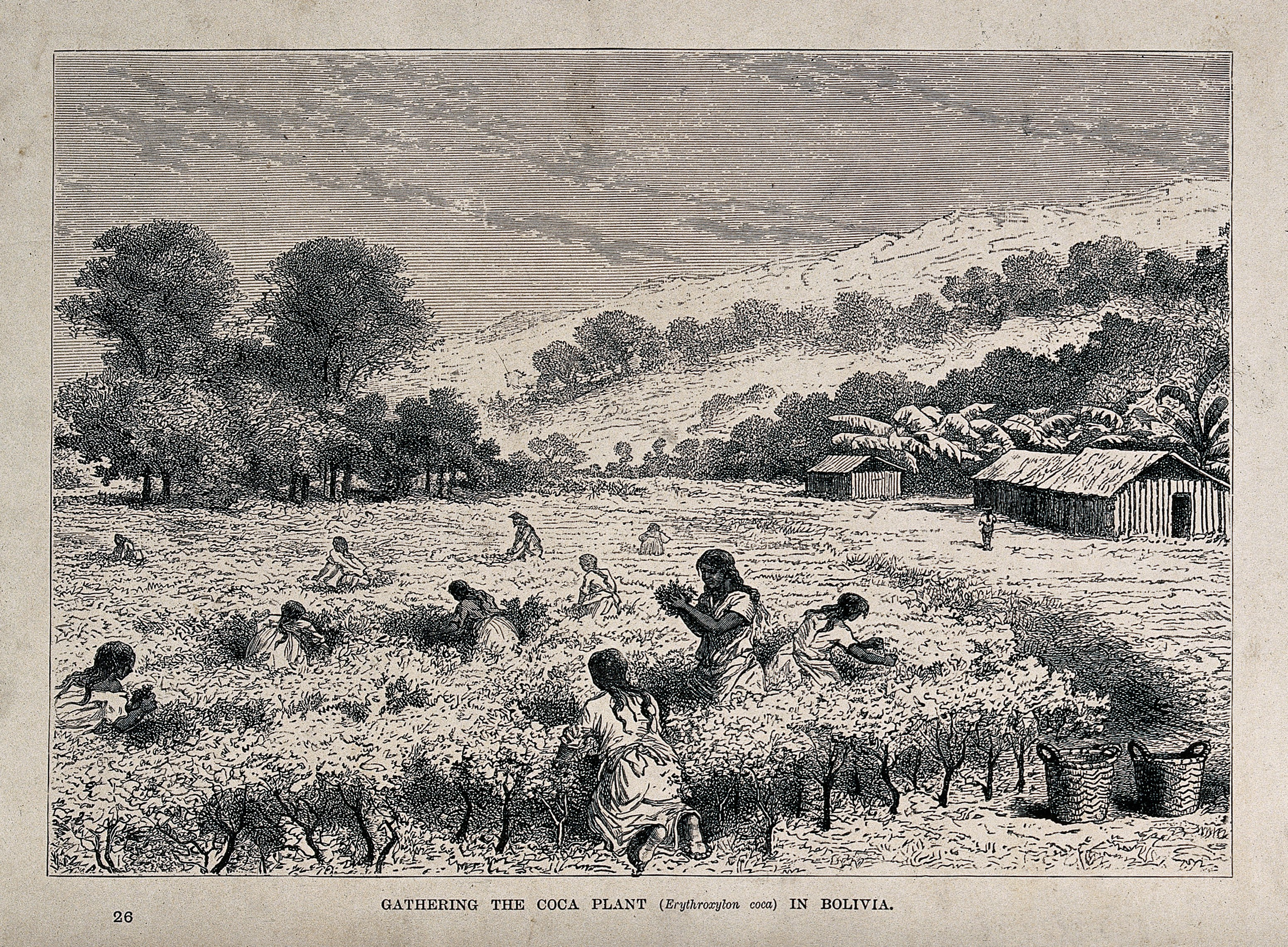
Mujeres recolectando hojas de coca en Bolivia, grabado en madera circa 1867.

### Uso tradicional
Las hojas de la coca cultivadas y cosechadas por los cocaleros han sido y son utilizadas tradicionalmente por comunidades indígenas y tradicionales en los Andes de Argentina, Bolivia, Chile, Ecuador y el Perú. El uso de las hojas de coca en el área andina se remonta, cuando menos, a unos seis mil años antes de nuestra era. Se han hallado evidencias arqueológicas y arqueobotánicas en varias culturas ubicadas en el Periodo Formativo como Valdivia hasta el Horizonte Tardío como la Inca.
El acullico (también llamado chacchado) de las hojas de coca forma parte integral de la tradición cultural andina y su cosmovisión. Para la mayoría de usuarios en los Andes, la hoja de coca sigue teniendo un carácter sagrado y cumple funciones tónicas, terapéuticas, sagradas y sociales.
Dentro de las prácticas rituales con hojas de coca, se encuentra el uso de las mismas como ofrenda en forma de kintu y como medio de adivinación en la lectura de hojas de coca.

### Uso contemporáneo

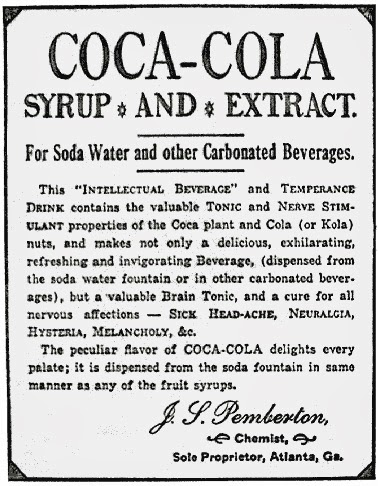
Desde 1886, la bebida gaseosa Coca-Cola contiene extractos de la hoja de coca y la nuez de cola.

Más allá de los usos tradicionales, en Perú las hojas de coca cosechadas por los cocaleros son adquiridas por la Empresa Nacional de la Coca y luego exportadas comercialmente a Estados Unidos. Las hojas son recibidas y procesadas por la empresa Stepan Chemicals de Chicago, Illinois. De esta compañía, la empresa The Coca-Cola Company recibe extractos de la planta Erythroxylum novogranatense var. truxillense (Coca Trujillo) para la elaboración de Coca-Cola. Las hojas de coca son adquiridas legalmente (115 toneladas anuales aproximadamente) con permiso del Departamento de Justicia de los Estados Unidos. La empresa Mallinckrodt Pharmaceuticals en Saint Louis, Misuri, elabora clorhidrato de cocaína con los restos de la planta que recibe de la Compañía Stepan y lo distribuye al resto del país con fines médicos.
También se la utiliza de forma casera, constituyendo parte de la medicina tradicional o naturista andina, ya sea para aliviar dolores de cabeza o curar heridas.
Las hojas también son utilizadas en Perú y Bolivia para la elaboración de productos como el mate de coca (bolsa filtrante) y harina de coca, entre otros productos.
Las hojas de coca también son utilizadas ilegalmente por narcotraficantes para la producción de derivados de la hoja como clorhidrato de cocaína, pasta básica de cocaína y crack que serán distribuidas y comercializadas en el mercado negro de varios países en Sudamérica y fuera de Sudamérica, entre estos últimos España, Estados Unidos, Holanda y México.

## Estados Unidos y el narcotráfico en Bolivia
Estados Unidos presiona para erradicar la hoja de coca utilizando como herramienta de intervención a la lucha antidrogas. Los cocaleros se resisten porque la coca es importante para el sustento económico, pero sobre todo porque forma parte de la cultura tradicional andina, por lo que las políticas de erradicación norteamericana representan unas agresión al modo de vida andino y a sus costumbres.
También se utilizaron mecanismos legales que autorizan la producción de coca en algunas regiones, mientras que otras quedaron como zonas ilegales, afectando a las familias campesinas, y tildándolas de criminales, como encubridoras del narcotráfico. Fue un periodo de mucha violación de derechos humanos, y asesinatos por parte del gobierno boliviano como de los Estados Unidos, a partir de las incursiones militares.
La erradicación de la coca es la llave para que Bolivia pueda acceder a ayudas internacionales por parte de los Estados Unidos y de organismos como el Banco Mundial y el FMI. Estados Unidos invade la soberanía nacional de Bolivia por medio de leyes que dictan lo que debe hacer.
Por otra parte, Estados Unidos nunca tuvo en cuenta que la hoja de coca es un cultivo tradicional de la zona andina, vinculado al mal de altura, la medicina tradicional y diferentes rituales religiosos.
Sin embargo el movimiento cocalero logra la resignificación de la hoja de coca. Mediante una hábil batalla ideológica, logra liberar la hoja de coca de su asociación con el narcotráfico y la cocaína, construyendo una cadena de equivalencias que permite el tránsito de la significación de la hoja de coca como “la hoja del antepasado” a ser el símbolo de la defensa de la dignidad nacional y su memoria, así como de la soberanía frente a Estados Unidos, convirtiéndola en un tema de importancia nacional. Así la hoja en si no nos habla de una simple hoja: pierde su significado en tanto que la defensa de esta no se remite solo a la hoja, nos habla de un tema de dignidad nacional; de defensa frente al intervencionismo, un rescate de la memoria de antepasados, etc.
Estados Unidos está tan interesado en mantener militarizada la región andina debido a que  Bolivia es una gran reserva de gas, y posee grandes yacimientos petrolíferos, por lo que es importante mantenerla controlada.